# Ахтала (монастир)
Ахтала (вірм. Ախթալա) або Птгаванк (вірм. Պտղավանք) — монастир та фортеця на невеликому плато в ущелині річки Дебед (нині селище міського типу Лорійської марза Вірменії).

## Історія
У X ст. фортеця Птгаванк (Ахтала) стала найважливішим стратегічним пунктом царства Кюрікян-Багратіди. Напис на вірменською мовою на хачкар е повідомляє про зведення в 1188 році у Маріам, дочкою царя Ташир-Дзорагета Кюріке, церкви Пресвятої Богородиці. На початку XIII ст. атабеки Івана Мхаргрдзелі (Долгорукий) з роду Закарянів, впливова особа при дворі грузинської цариці Тамари, який перейшов з Вірменської Апостольської в лоно Православної церкви, передає монастир халкідонітам і перебудовує вірменський храм.
Кіракос Гандзакєци, автор XIII століття і сучасник цих подій повідомляє:
|  | Помер і Іване, брат Закаре, і був похований в Пхіндзаанке, біля входу в побудовану ним самим церкву; він відібрав її в вірмен і перетворив на грузинський монастир. |

У XIII ст. власниками монастиря були Закарян, Птгаванк став найбільшим халкідонітським монастирем і культурним центром Північної Вірменії, але адміністративно був центром єпархії Грузинської православної церкви. У вівтарній апсиді головного храму була зроблена призначена для архієрейського богослужіння ніша, нетипова для халкідонітскіх храмів Північної Вірменії. У сірий. XIII ст. в монастирі працював Симеон Пліндзаханеці, про що свідчить зберігся в рукописі 1248 колофон, «виконаний рукою негідного Симеона», який перекладав з грузинської мови на вірменську мову в країні вірменської, в монастирі грузинському, який називається «Пліндзаханк». У XIV ст. назву «Пліндзаханк» зникає з історичних джерел. Імовірно з 30-х рр. XIV ст. монастир увійшов до Ахтальскую митрополію Мцхетського католікосату. У 1438 р. вперше в джерелах згадується село з назвою Ахтала як власність Грузинського католікосату. На поч. XVIII ст. монастир прийшов в запустіння, при Атени Сіоні існувало подвір'я єпископа Ахтальского. У 1801 р. указом російського імператора Олександра I Ахтала перетворена в центр Грецької Православної Церкви в Закавказзі. В наш час[коли?] залишається найважливішим місцем паломництва греків, щороку 21 вересня відзначають в Ахтале свято Різдва Богородиці.

## Будова

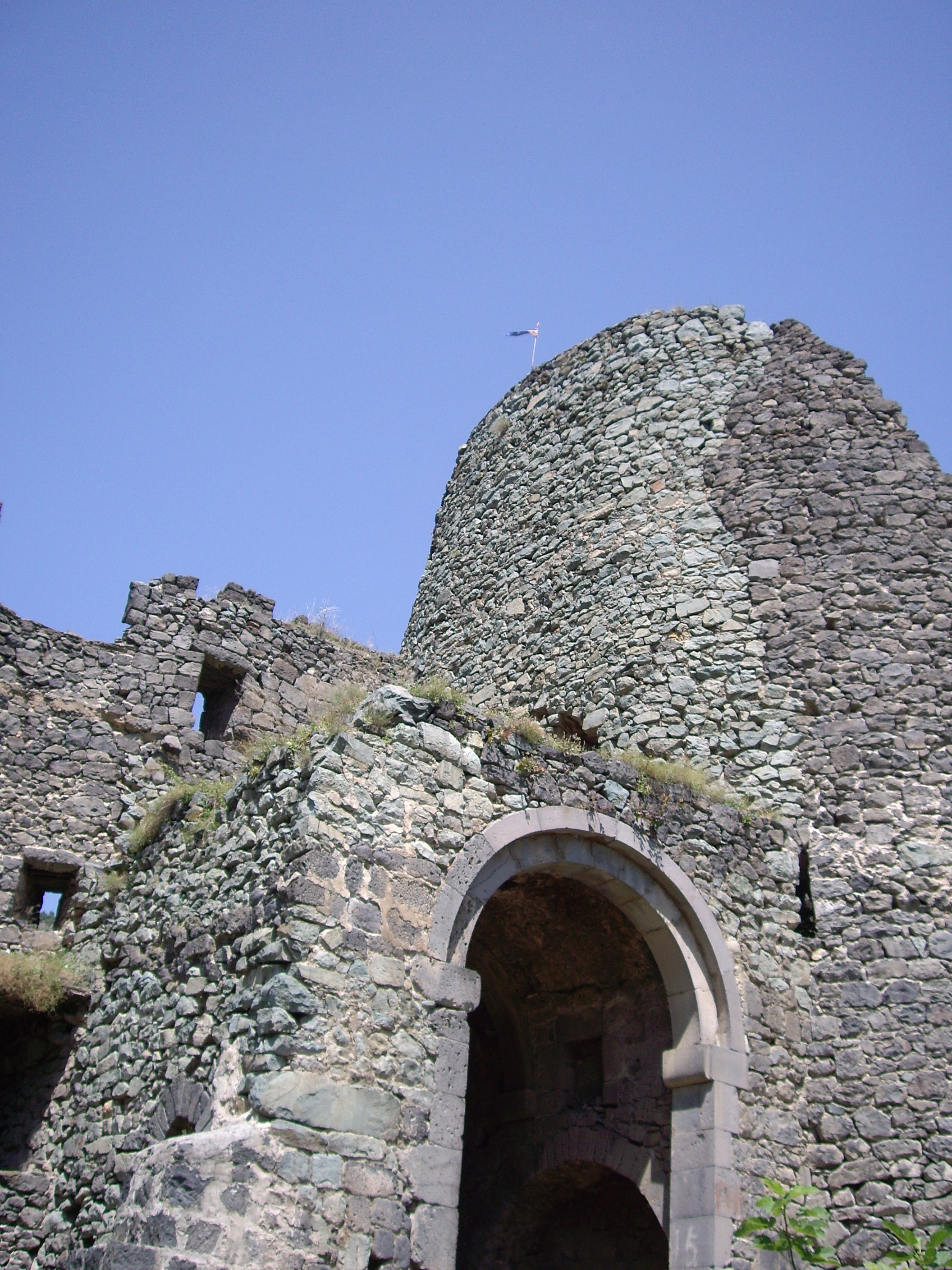
Фортечна стіна

Головний храм Ахтали — храм Пресвятої Богородиці, — це хрестово-купольна споруда,  купол якої не зберігся, спирався на 2 восьмигранних стовпа і предапсідние пілястри. Синкретизм рис вірменського і грузинського зодчества XIII ст., Характерний для цього храму, особливо проявився у формах і декораціях екстер'єру, де типово грузинськими є великі орнаментовані хрести і обрамлення вікон, а портали співзвучні вірменським зразкам. Із заходу до храму приблизно в середині XIII ст. були прибудовані усипальниця Івана і портик з відкритою аркатурою прямокутні в плані. Розписи церкви датуються між 1205 і 1216 рр.. Відповідно до грузинської традицією в вітрилах поміщені зображення євангелістів в медальйонах, а на лицьовому боці арок текст Пс 103. 19 на асомтаврулі. Іконографічна програма вівтарної апсиди (у конхе Богородиця з Немовлям на троні, нижче композиція «Причастя апостолів», під нею 2 ряди святителів) відтворює найсуворіші візант. зразки. Зв'язок з національною культурною традицією вірмен-халкідонітов проявилася у розташуванні в центрі нижнього ярусу образу Св. Григорія Просвітителя. У нижній частині зап. стіни зображені святі Грузинської Церкви, серед яких Св. рівноапостольні Ніна та Іван Зедазнелі. У південному і північному рукавах просторового хреста представлені цикли розписів, присвячені Пресвятій Богородиці і Спасителя,. Дослідження стилістичних особливостей фресок і характеру надписів дозволяє припустити, що в роботі брали участь не менше 8 художників, серед них були вірменин-халкидон, знайомий з візантійською живописом позднекомніновской епохи (вівтарна апсида); художник, який прямував зразкам візант. живопису 1-й пол. XIII ст. (Верхні регістри північн Та пд. Стін і головні склепіння); майстри з Грузії, що розписав зап. стіну. Крім головного храму всередині монастиря знаходяться невелика зальних церква Св. Василя і руїни двоповерхового житлового корпусу. Навколо монастиря на різній відстані розташовуються чотири церкви-каплиці, присвячені Св. Трійці, св. апостолам, святителям Григорія Богослова і Івану Золотоустому. Реставраційні роботи в А. здійснювалися з 1979 по 1989 р. управлінням з охорони пам'яток Вірменії.

## Галерея

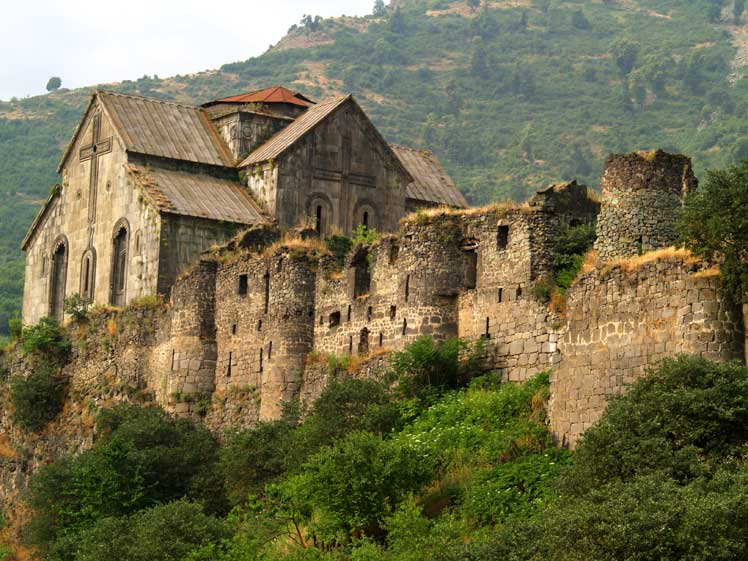
Східна стіна фортеці та храм
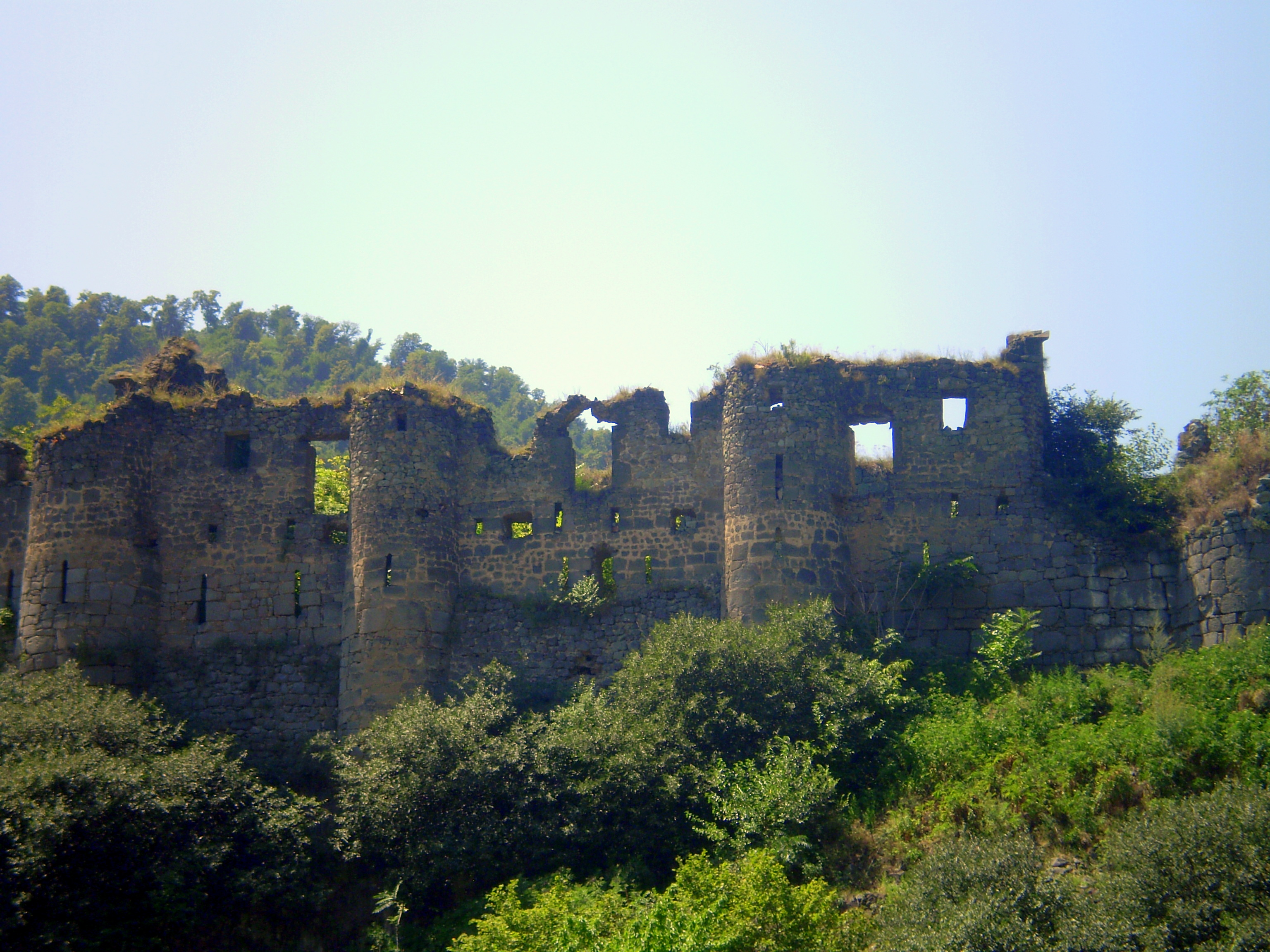
Східна стіна фортеці
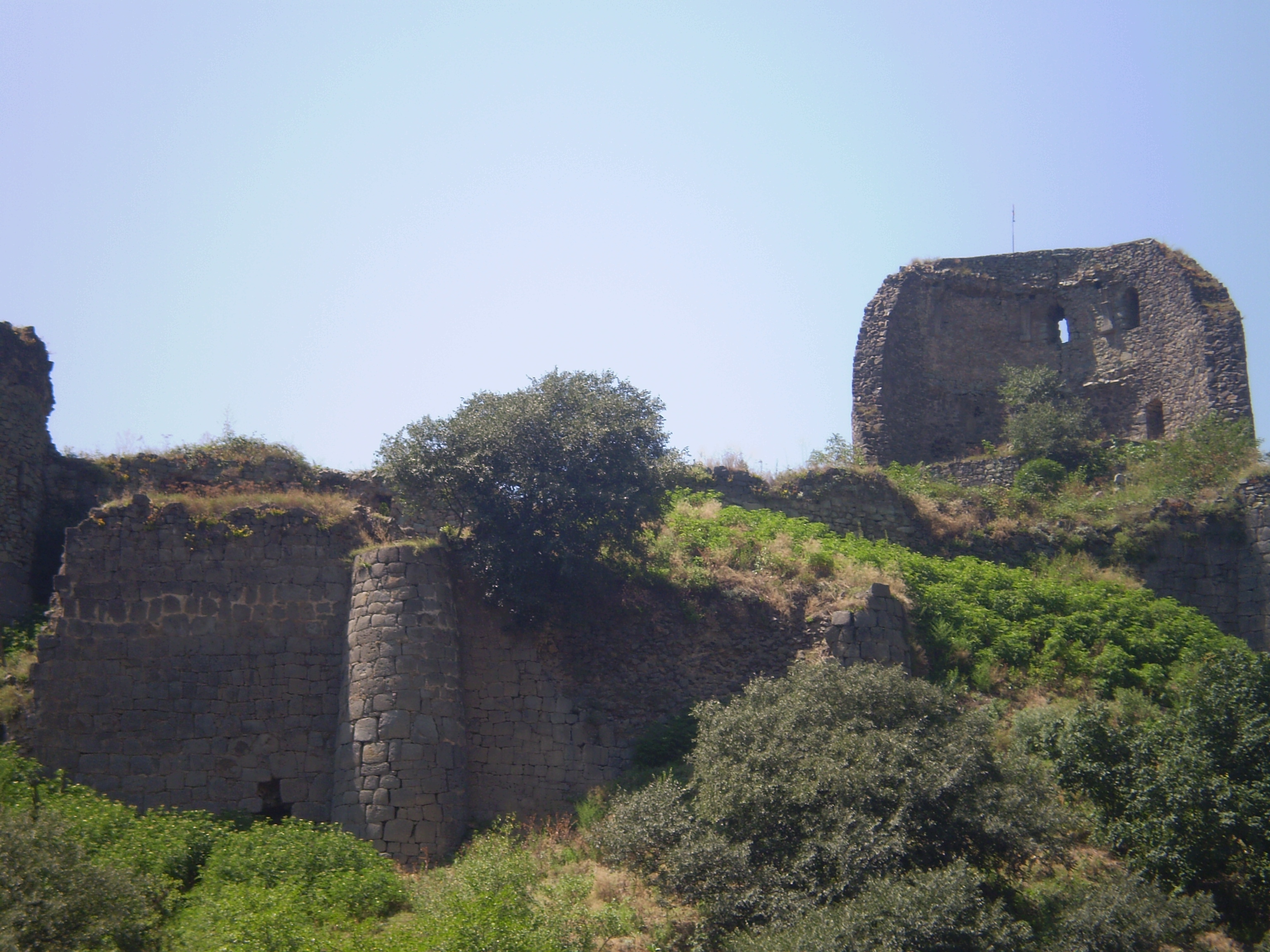
Східна стіна фортеці
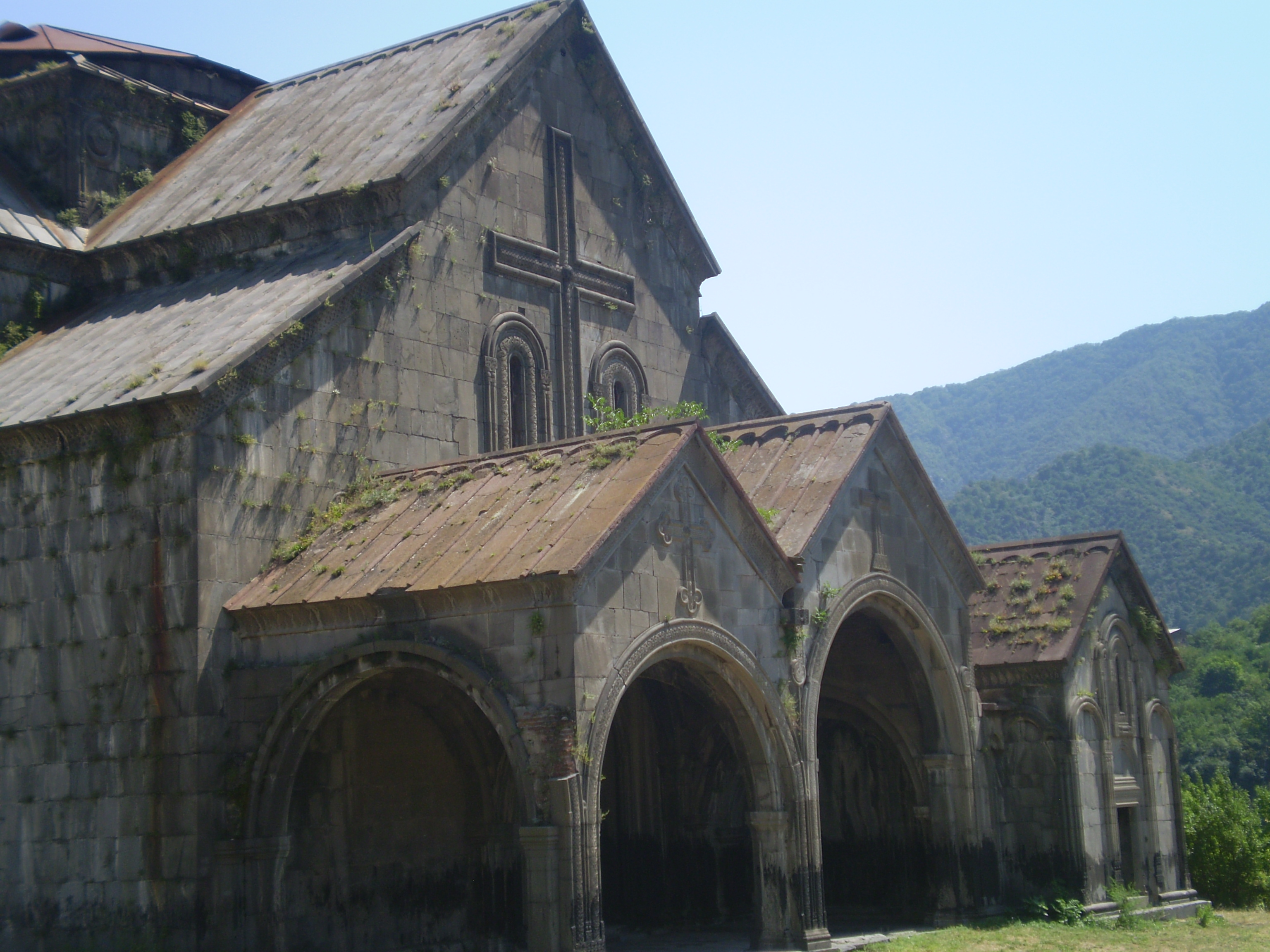
Західний фасад храму
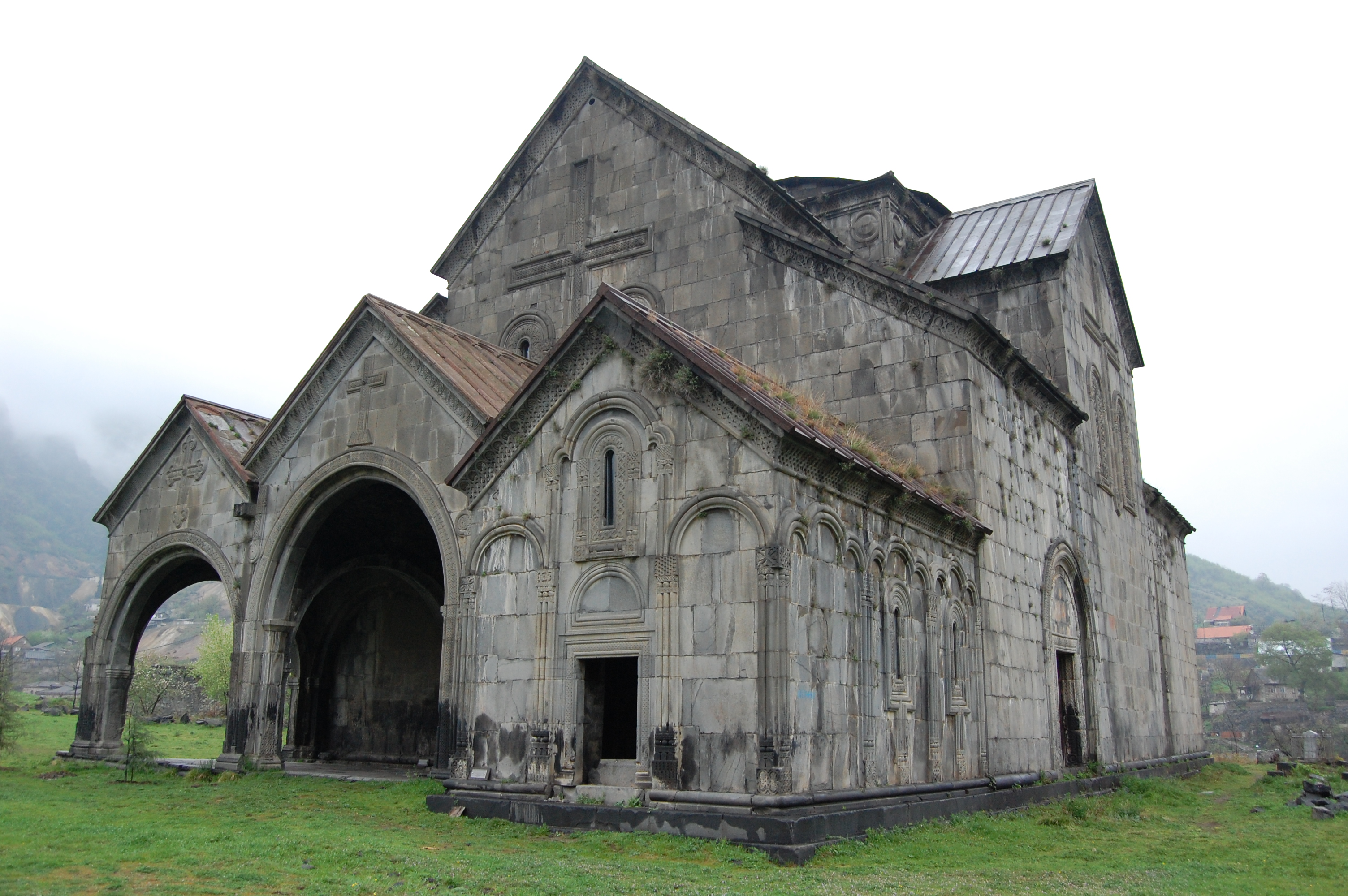
Західний та південній фасади храму
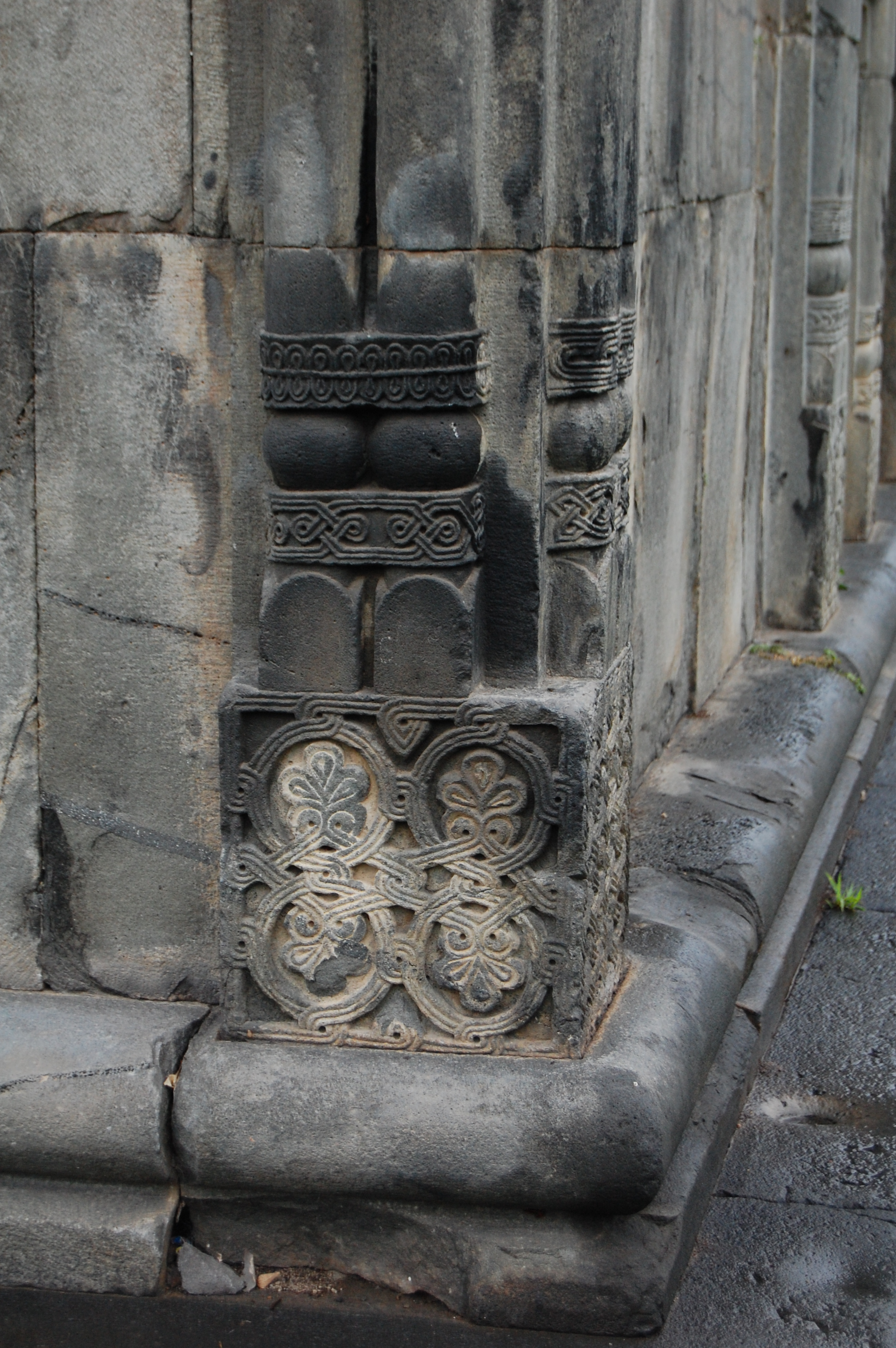
Фрагмент західного фасаду
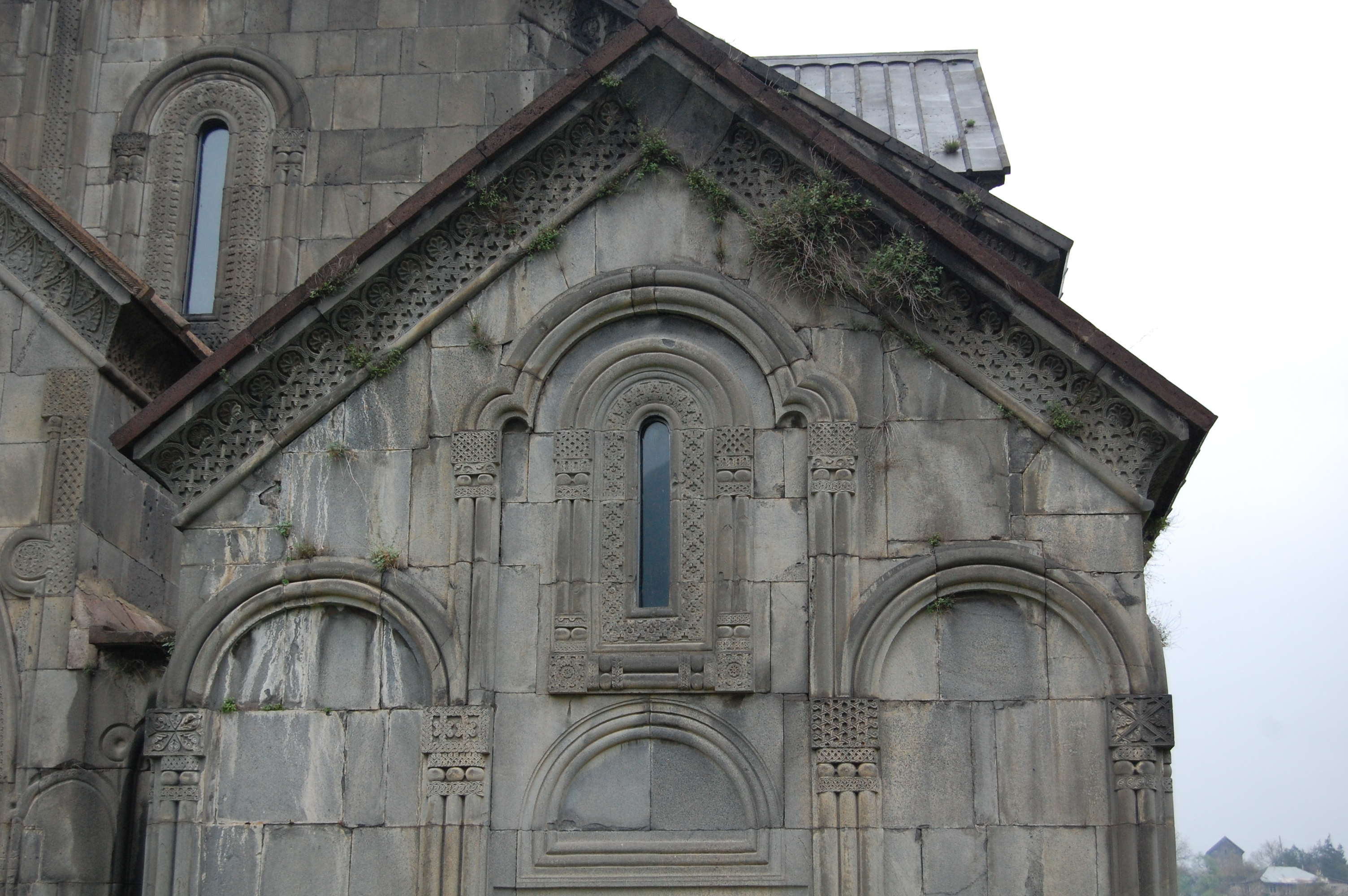
Фрагмент західного фасаду
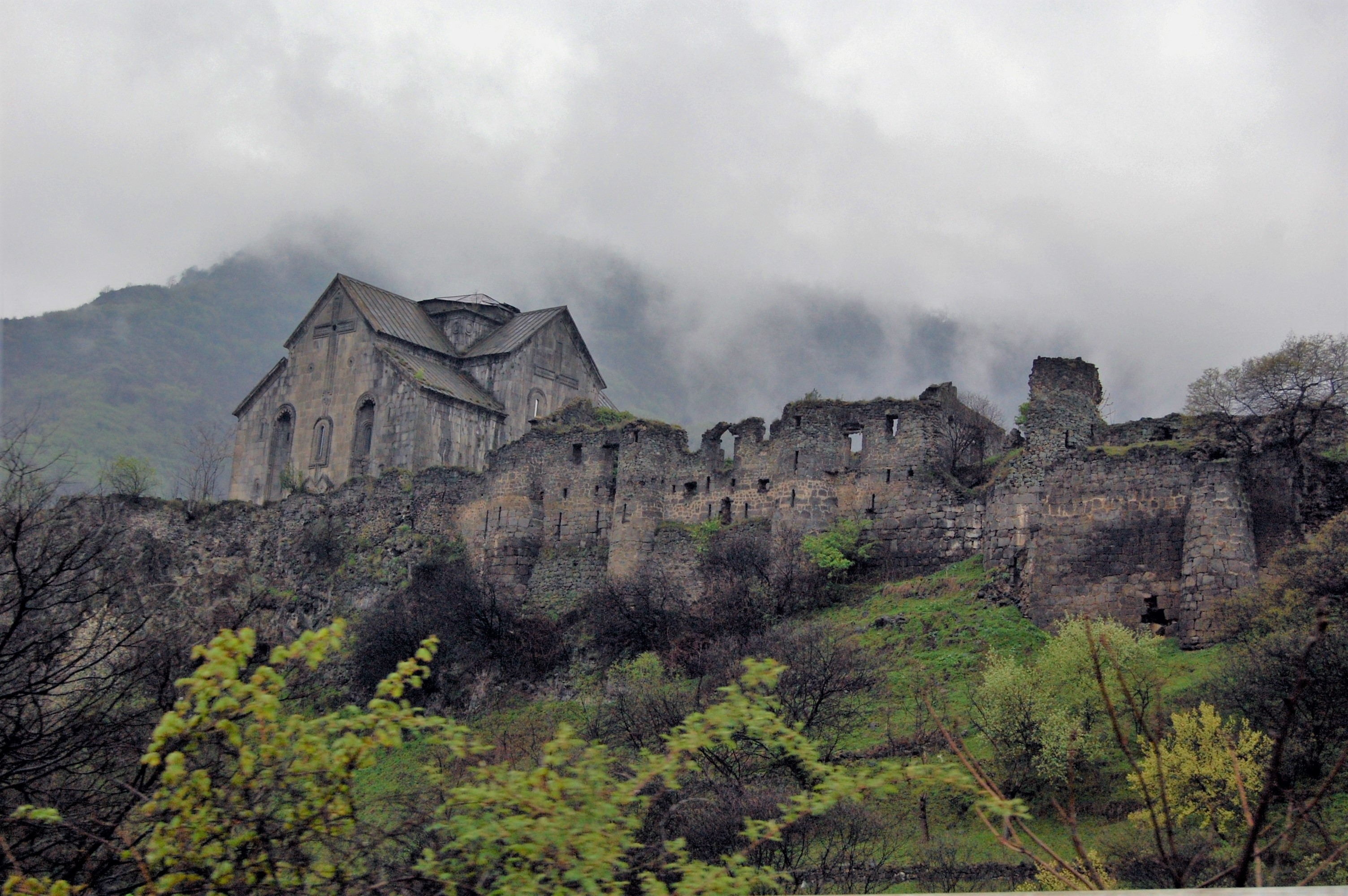
Фортечні стіні та храм, вид з дороги
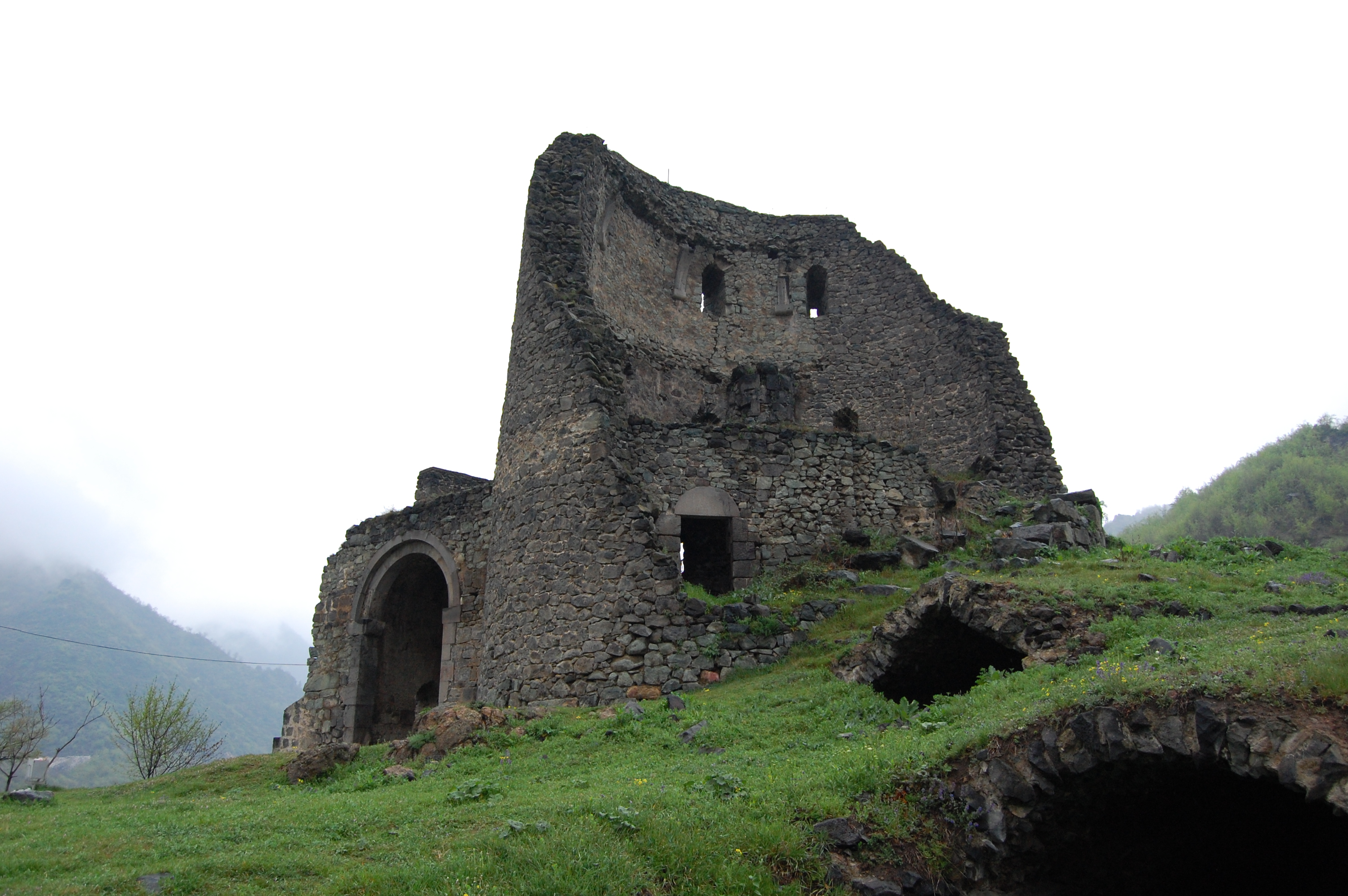
Напівзруйнована північна фортечна стіна
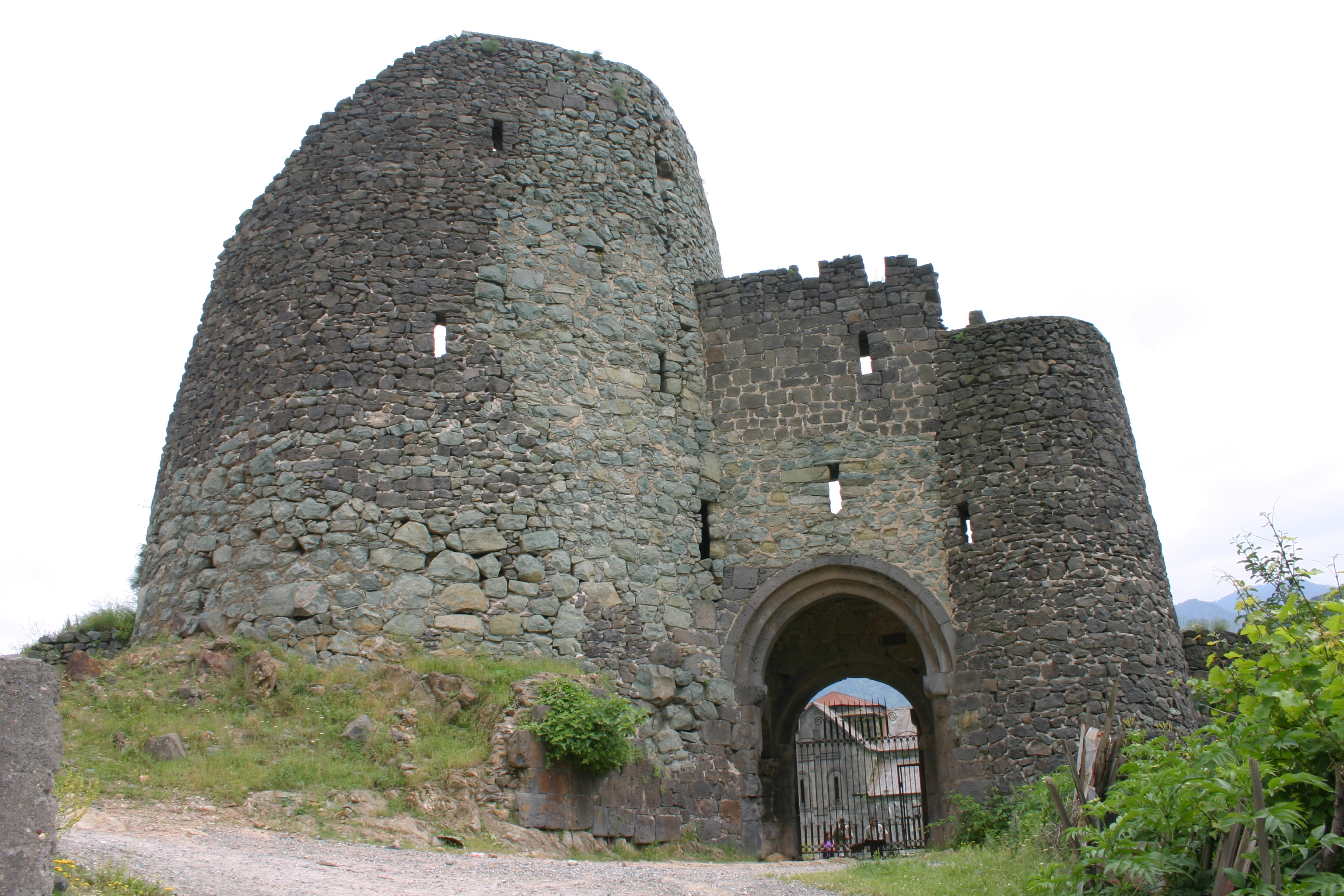
Північна фортечна стіна з північного боку. Єдиний вхід
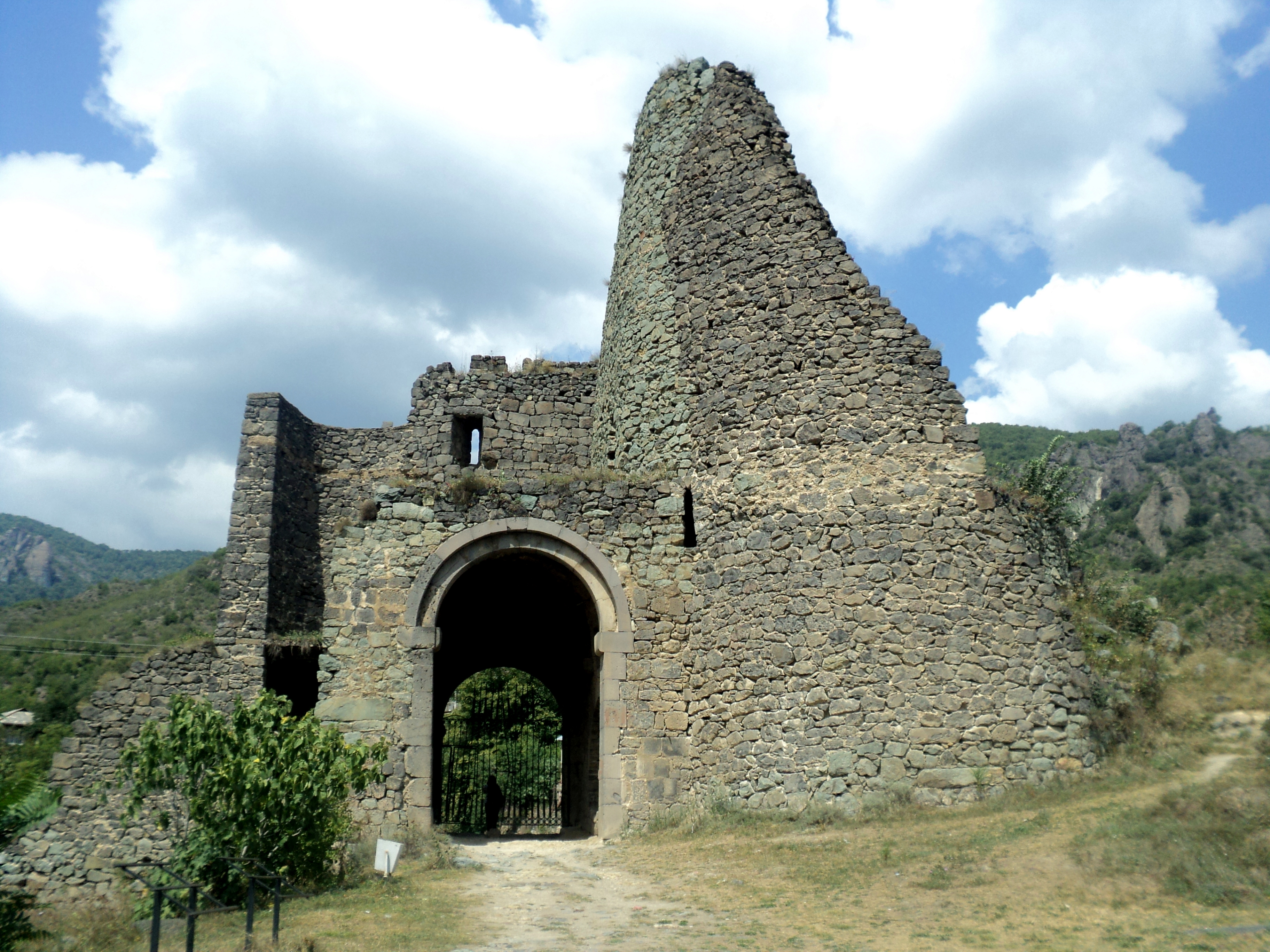
Північна фортечна стіна з південного боку
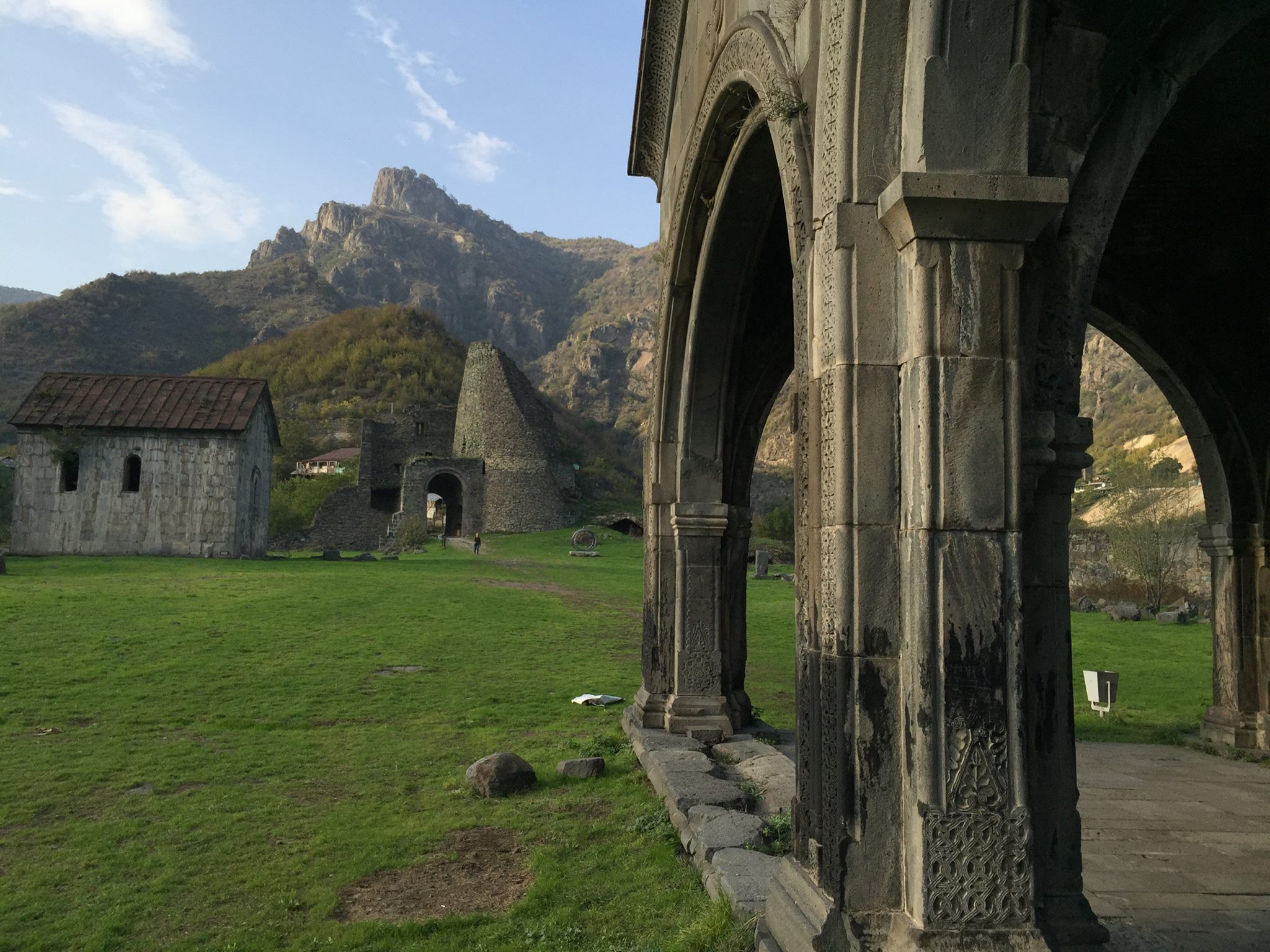
Вид на вхід
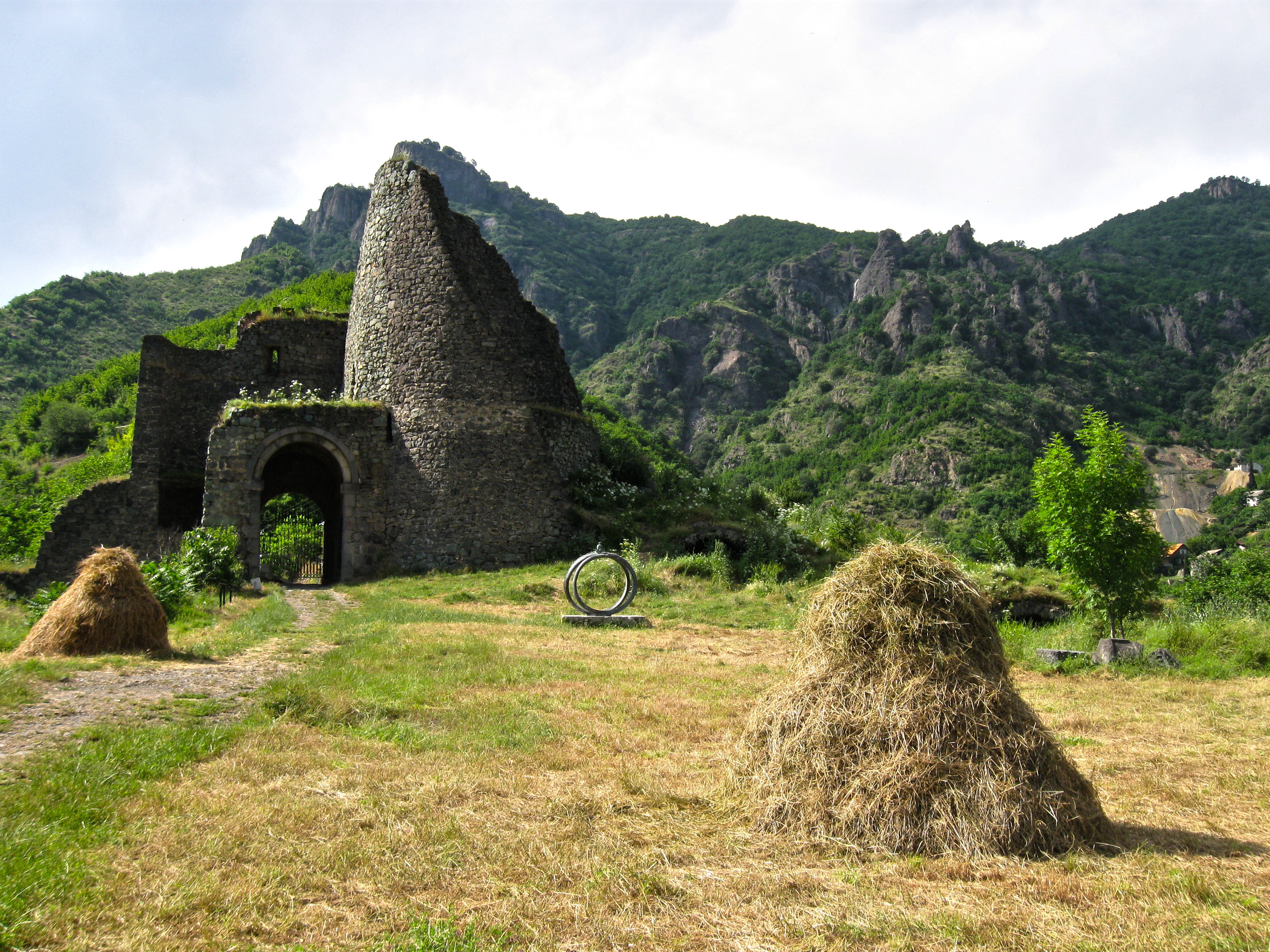
Північна фортечна стіна з південного боку
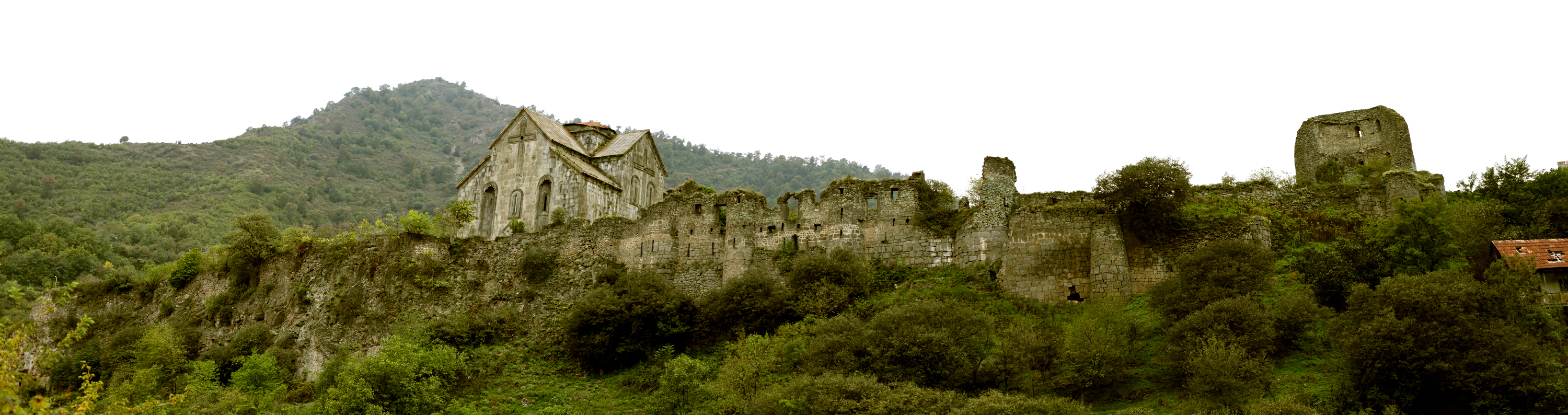
Фортечні стіні та храм
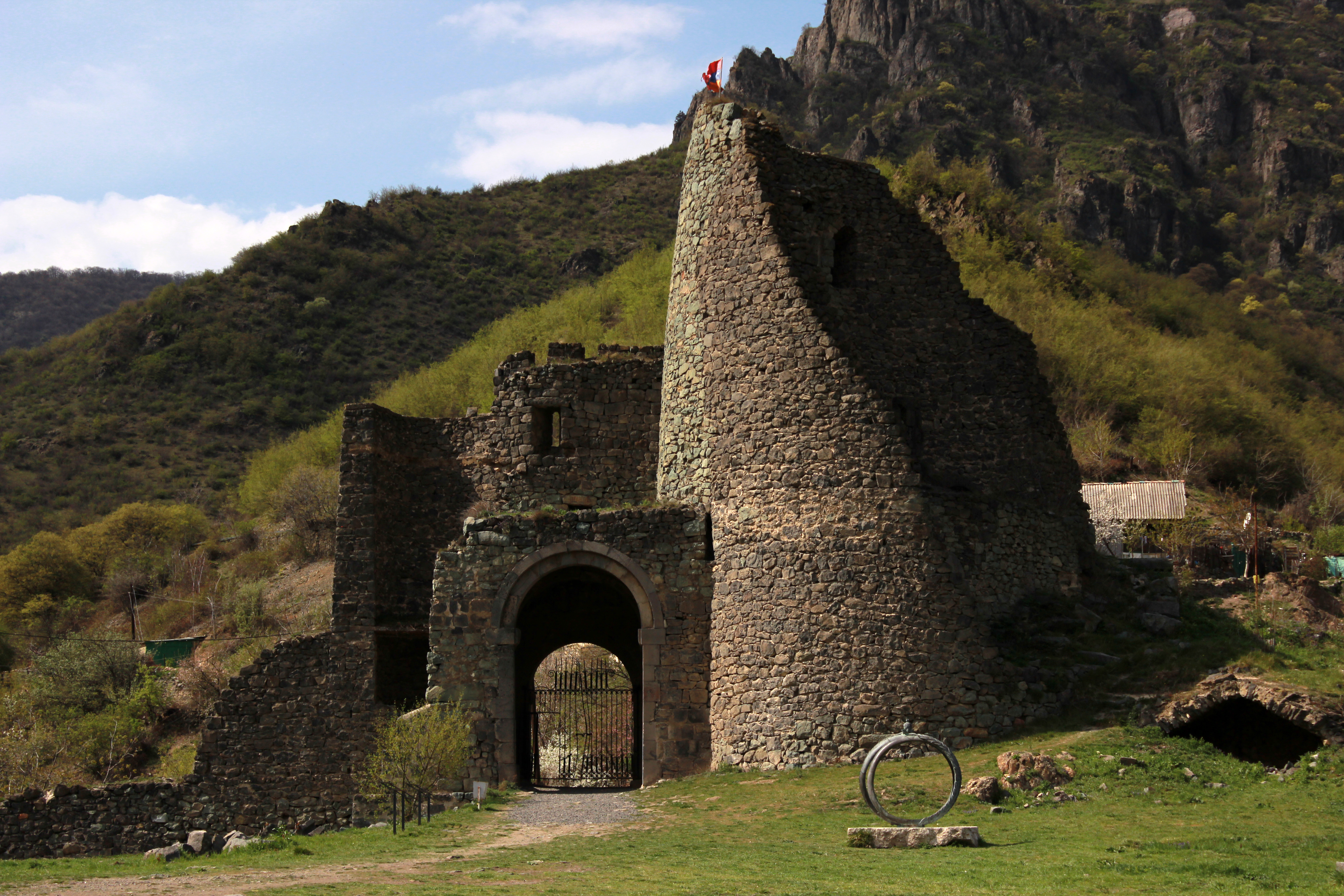
Фортеця
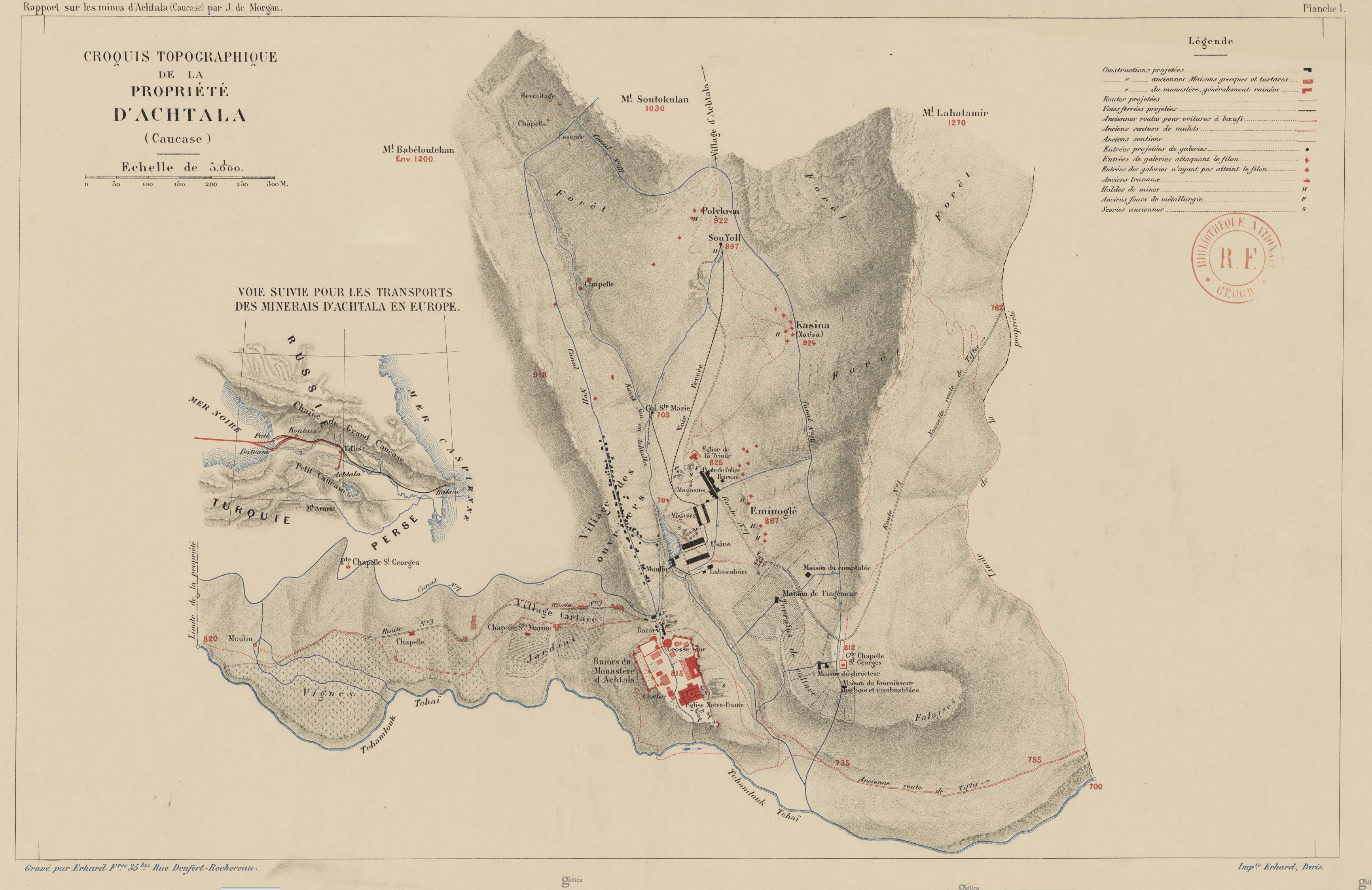
Мапа Ахтали (1886)

### Інтер'єри

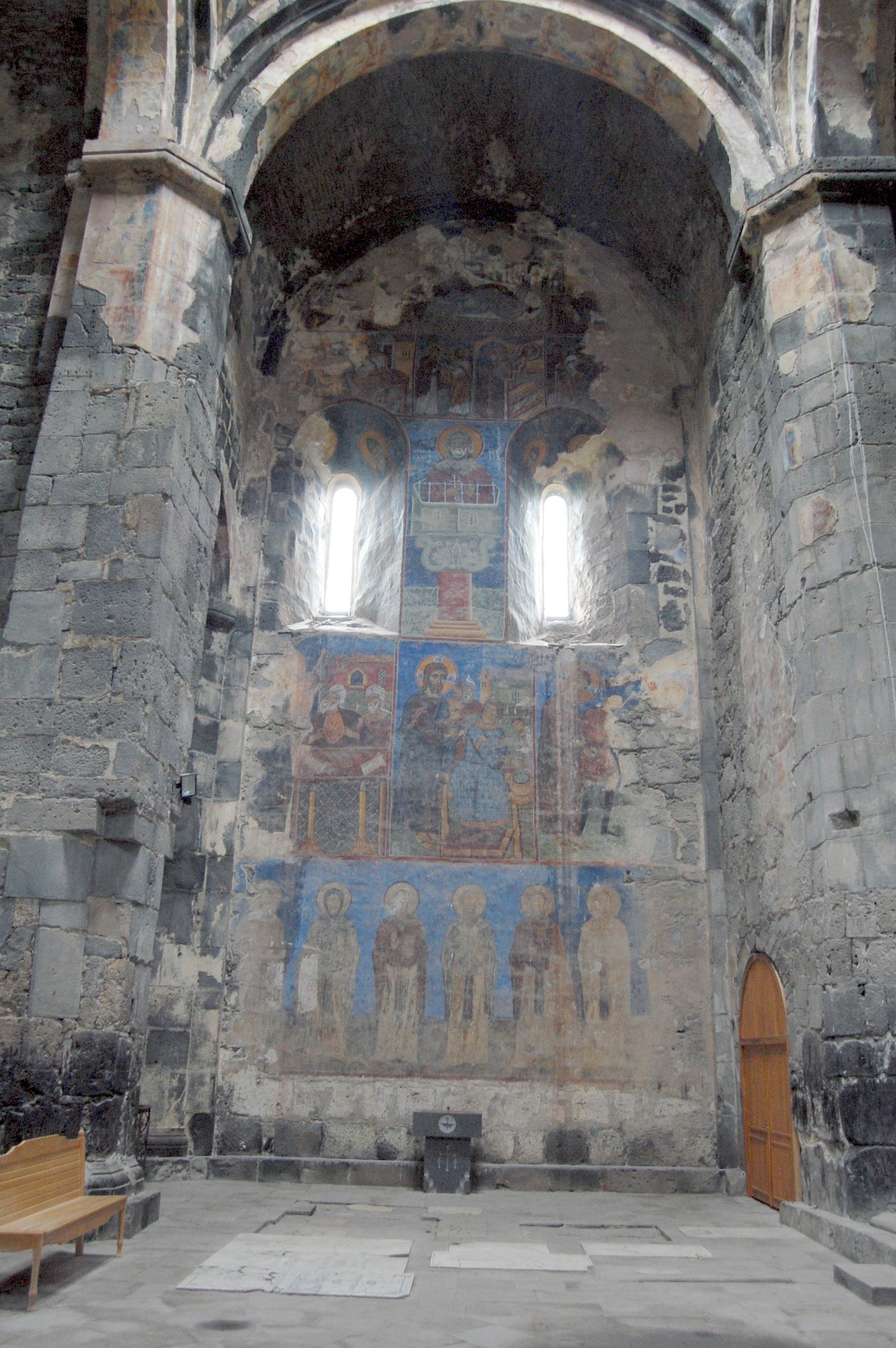
Фрески на північній стіні
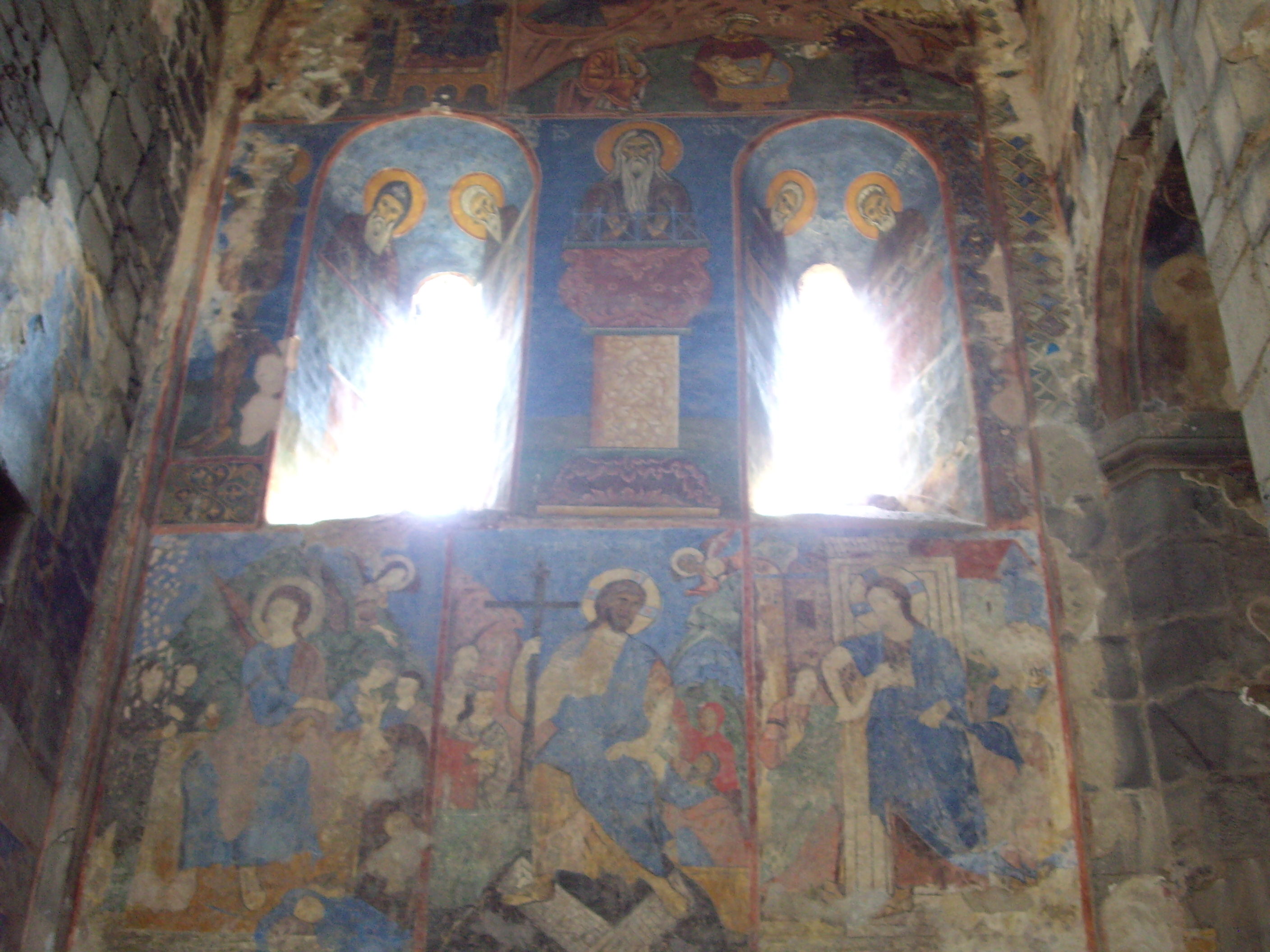
Фрагмент фрески на південній стіні храму
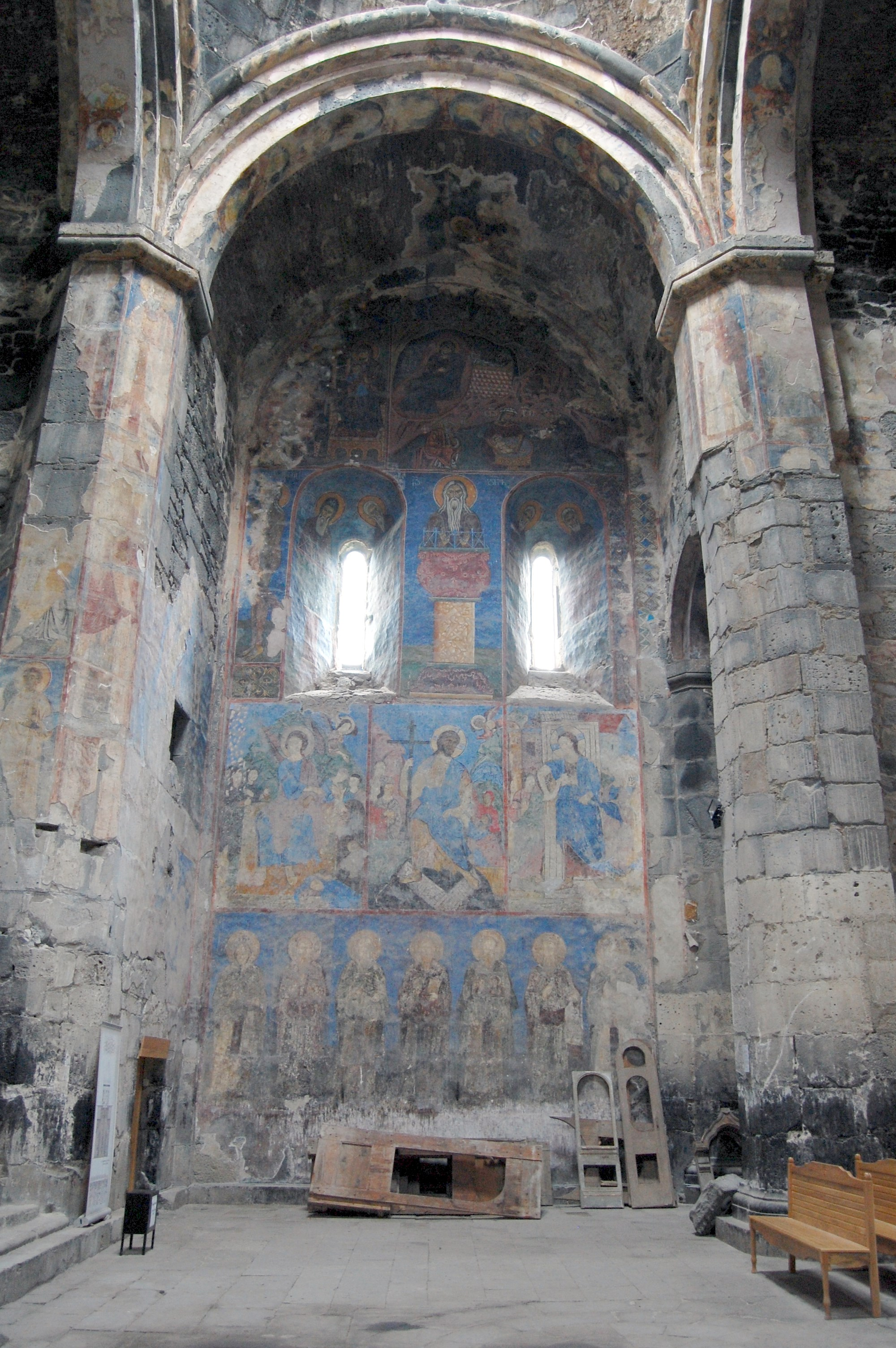
Фрески на південній стіні
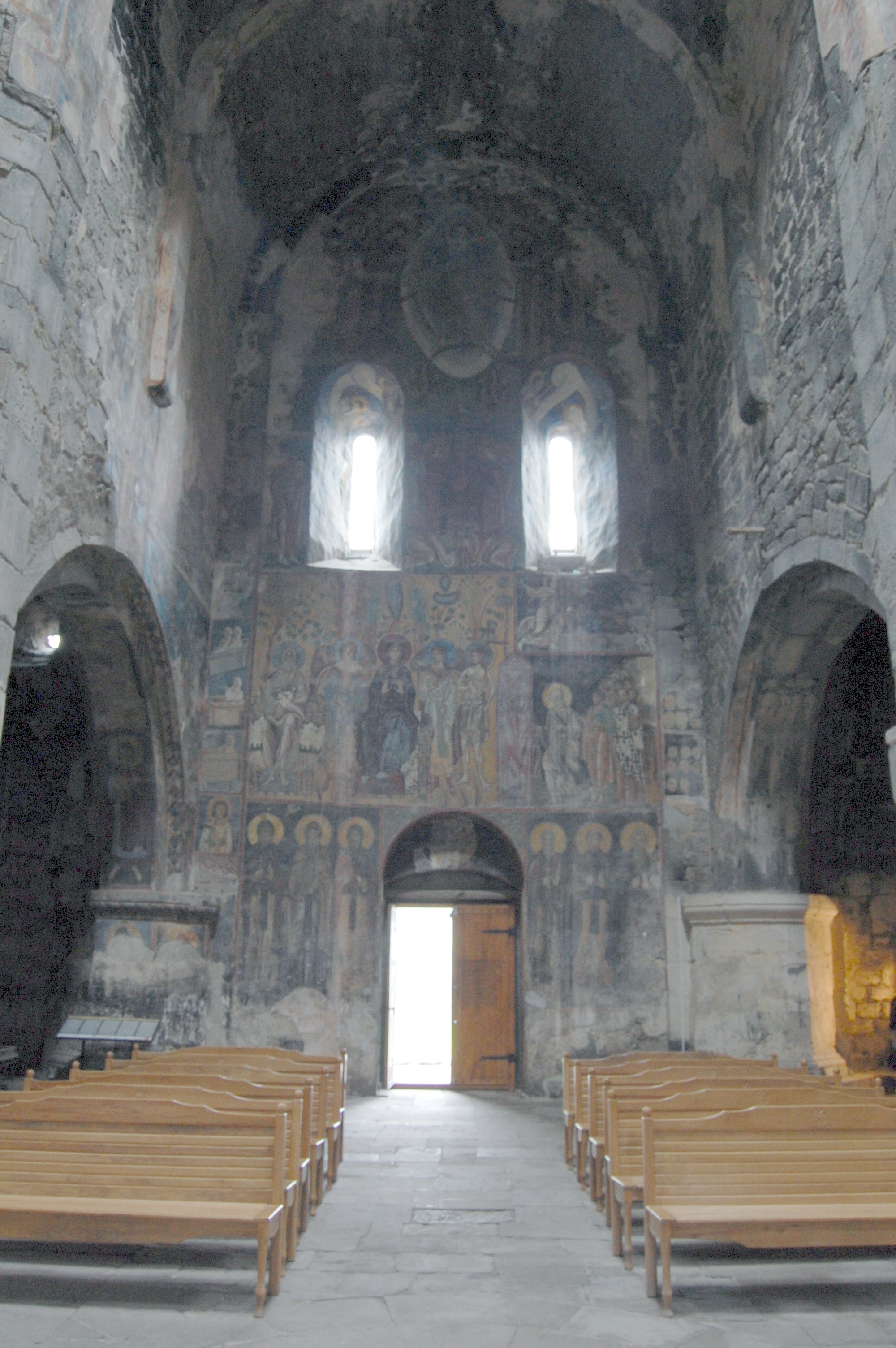
Фрески на західній стіні
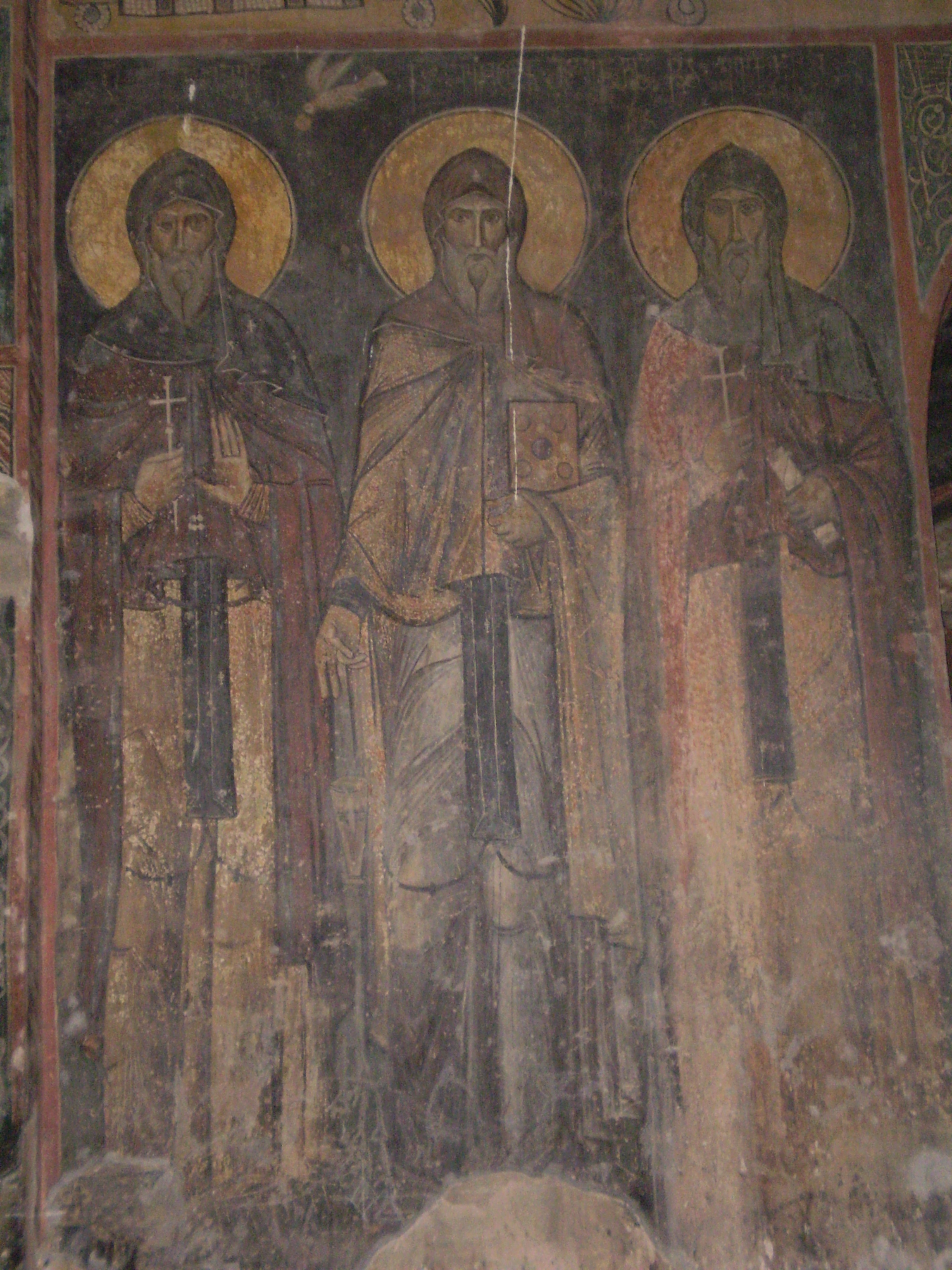
Фрагмент фрески на західній стіні
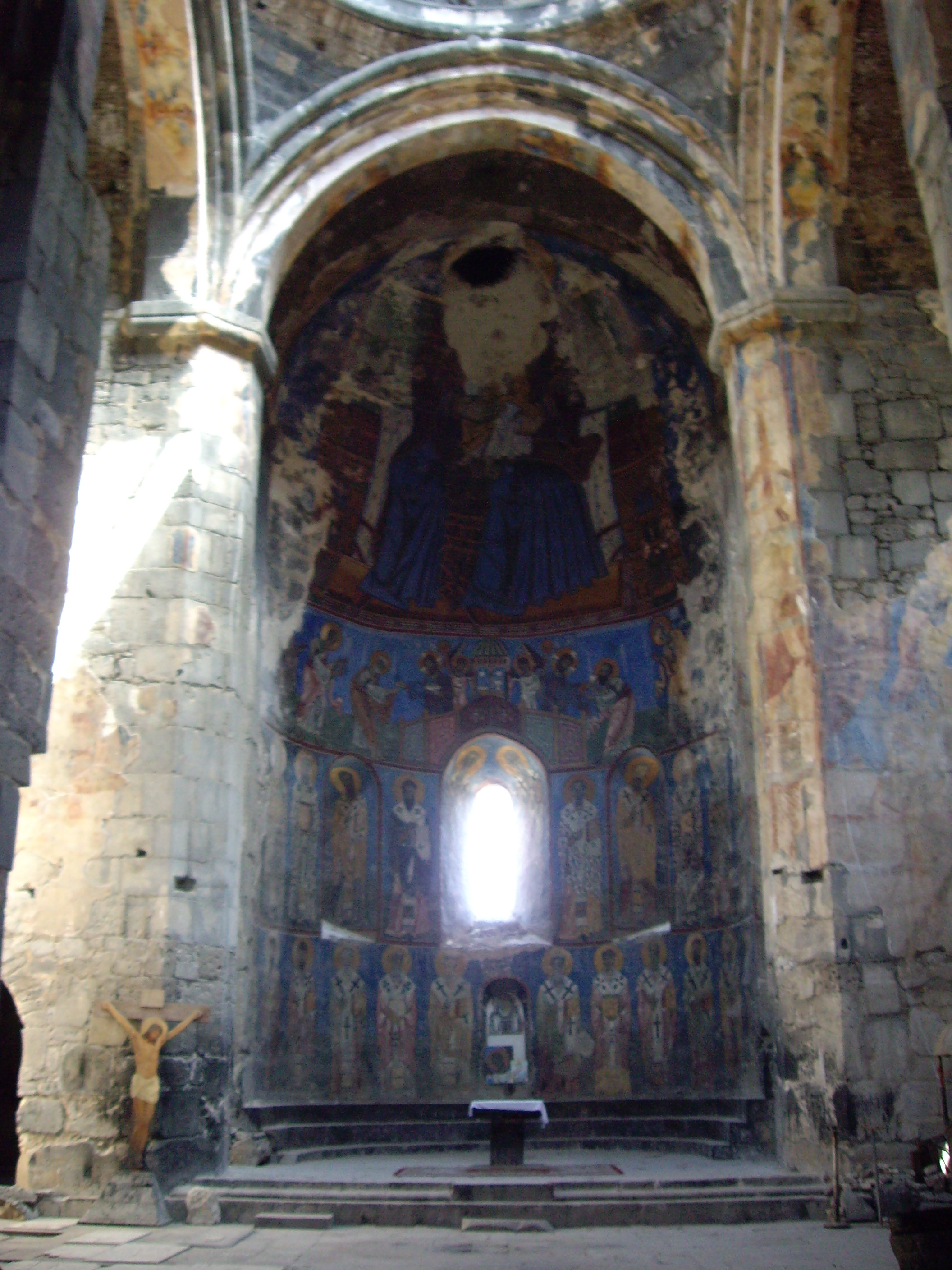
Вівтар
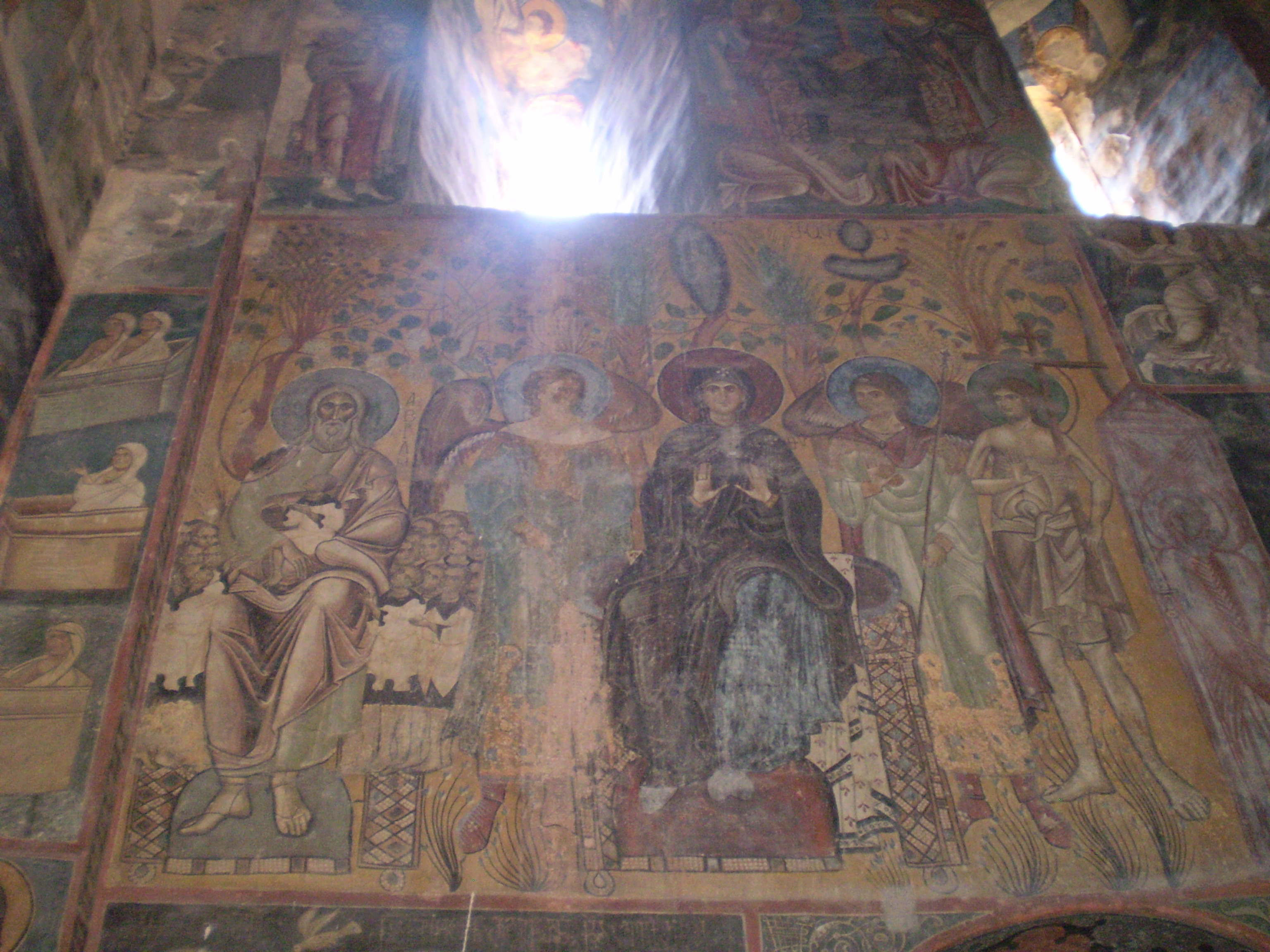
Фрагмент фрески на західній стіні
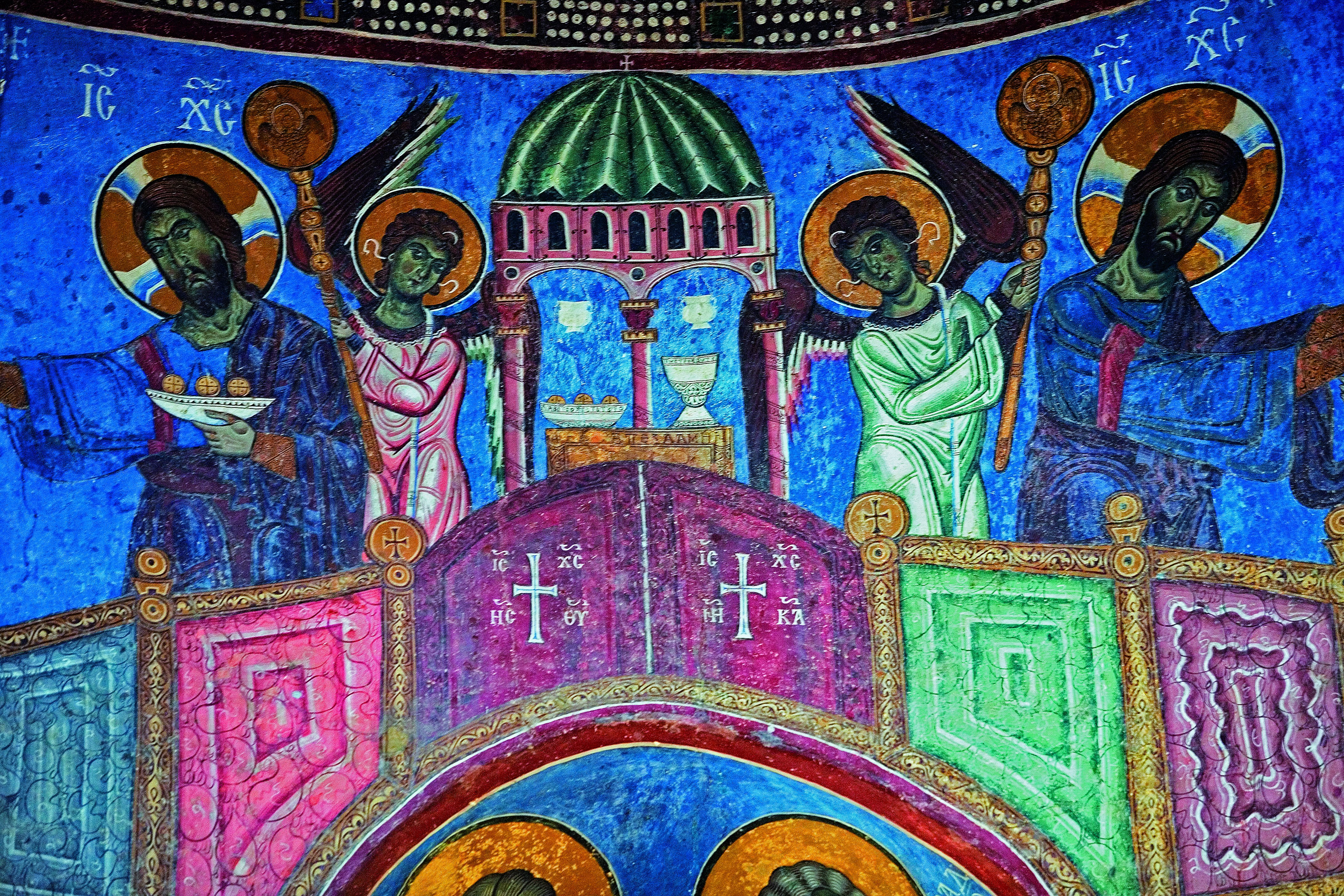
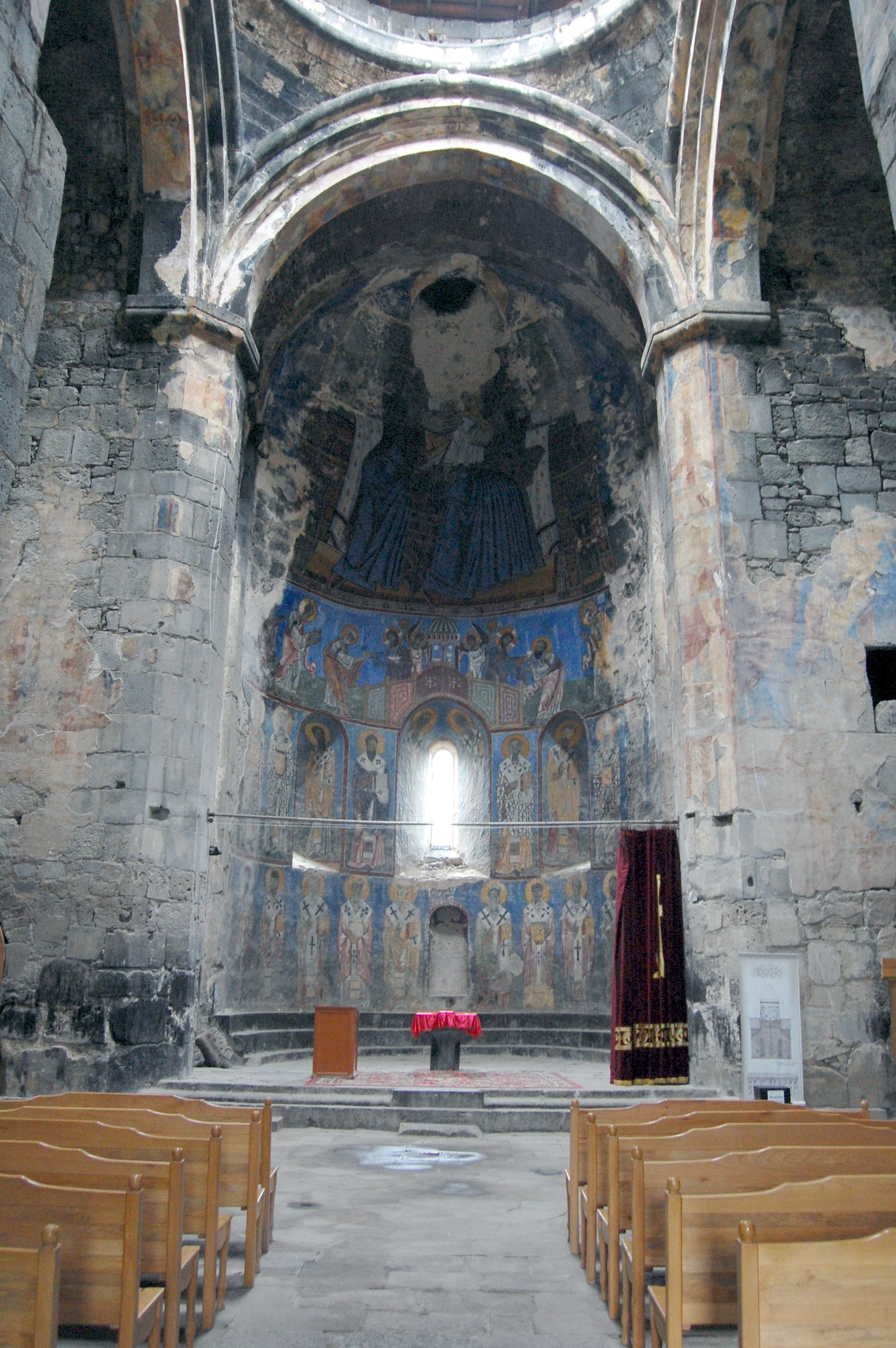
Вівтар та фрески на східній стіні